# Distrito de Tishkan
Tishkan es uno de los 29 distritos de la Provincia de Badakhshan, Afganistán. Fue creado en 2005 con parte del distrito de Kishim y cuenta con una población de aproximadamente 23.000 personas.
- Datos: Q2670881